# Seznam urugvajskih kardinalov
Seznam urugvajskih kardinalov.

## B
- Antonio María Barbieri

## S
- Daniel Fernando Sturla Berhouet